# Noord-Friezen
De Noord-Friezen zijn een Friese taalminderheid in het noorden van Duitsland, nabij de Deense grens. De Noord-Friezen spreken een van de drie hoofdvariëteiten van de Friese talen, het Noord-Fries.

## Taal en identiteit

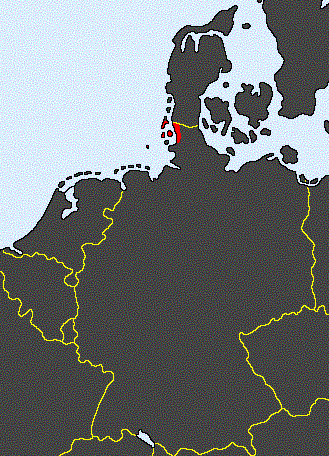
Het verspreidingsgebied van het Noord-Fries.

Doorslaggevend voor de huidige identiteit van de Noord-Friezen in Duitsland zijn de Eerste en Tweede Duits-Deense Oorlog in de tweede helft van de 19e eeuw geweest. De regio waarin het Noordfries traditioneel gesproken wordt valt sinds de middeleeuwen binnen het gebied waarin het Duits de cultuurtaal was, maar kent een roerige staatsrechtelijke geschiedenis en viel tussen 1773 en 1864 onder Deens gezag. Opkomend nationalisme in zowel Duitsland als Denemarken verdeelde de Friestalige gemeenschap. Een minderheid gaf de voorkeur aan een autonome positie binnen Denemarken, terwijl een meerderheid koos voor aansluiting bij Duitsland, tevens de overwinnaar van de Deens-Duitse oorlog van 1864. Na de vereniging met Duitsland, lieerde de voorheen pro-Deense factie zich aan de talrijkere Deense minderheid in de hoop om zo meer autonomie te verkrijgen, terwijl de pro-Duitse Friestaligen zich een identiteit met een sterke Duitse invloed aan maten. Het zou tot in de jaren tachtig van de vorige eeuw duren tot beide kampen weer tot vergaande samenwerking bereid waren. De meeste sprekers van het Noord-Fries zien zichzelf als Duitsers, die naast het Duits ook een Fries dialect machtig zijn.
In Sleeswijk-Holstein zet het Südschleswigscher Wählerverband zich in voor zowel de Noord-Friese als Deenstalige minderheid in dit bondsland. De partij is, als een politieke partij die nadrukkelijk de belangen van een nationale minderheid behartigd, vrijgesteld van de Duitse kiesdrempel. Zodoende hoeft de partij niet het gebruikelijke minimum van 5% van de uitgebrachte stemmen te behalen om deel te mogen nemen aan de zetelverdeling. De Frasche Rädj is de naam van de Noord-Friese delegatie binnen de Interfriese Raad, een in 1999 in Duitsland opgericht samenwerkingsverband van diverse politieke en culturele instellingen uit Friesland, het Saterland en het Noord-Friese gebied.
Omdat Duitsland, sinds de Tweede Wereldoorlog, niet langer bevolkingsaantallen of sociaaleconomische gegevens op etnische basis verzamelt, kan de omvang van de Noord-Friese minderheid in Duitsland enkel geschat worden. Op basis van de taalbeheersing wordt het aantal Noord-Friezen op 8.000 à 10.000 personen geschat. In Duitsland zijn de Friezen met de Denen en de Sorben, alsmede de in Duitsland levende Roma en Sinti, erkend als een van de vier nationale minderheden binnen die staat.